# Mini bike

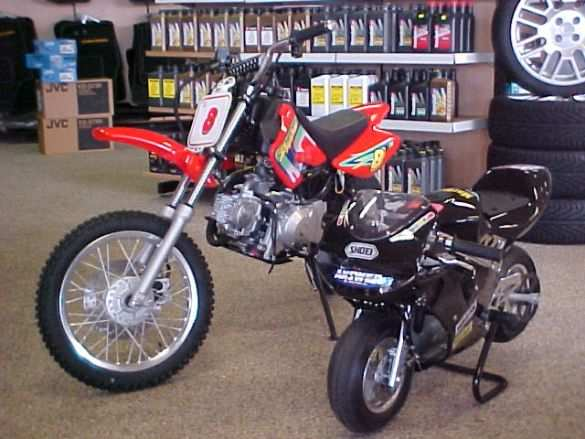
Pitbike i pocket bike

Mini bike, pocket bike to miniaturowy motocykl lub motorower, podobny do motorynki.  Większości mini bike'ów posiada dwusuwowe silniki i napęd łańcuchowy i nie jest przeznaczona do jazdy po drogach publicznych.

## Historia
Tak jak gokarty, pierwsze mini bike'i były budowane przez entuzjastów z części znalezionych w garażach. Po raz pierwszy używano ich do drag racingu w latach pięćdziesiątych. Były bardzo użyteczne do tych celów, gdyż dobrze manewrowało się nimi na wąskich  drogach oraz zajmowały tyle miejsca  w przyczepie albo na pace pickupa, co mały rower. Zawodnicy używali ich do jazdy po swojej okolicy, a wielu dzieciom spodobał się pomysł posiadania mini motocykla, i amatorzy zaczynali budować własne konstrukcje. W czerwcu 1967 magazyn Popular Mechanics opublikował artykuł z planami. 

### Produkty handlowe
Rynek mini bike'ów powstał na początku lat sześćdziesiątych, gdy wielu producentów zauważyło zapotrzebowanie. Większość sklepów z kosiarkami zaczęło oferować mini bike'i. Na rynku mini bike'ów istniały firmy takie jak Arctic-Cat, Rupp, Taco, Heath, Gilson i Fox, z których wiele produkowało także gokarty, trajki i choppery. Tradycyjni producenci motocykli także weszli na rynek, z modelami takimi jak Honda Z50A, inspirowanymi mini bike'ami. W Ameryce szczyt ery mini bike'ów i gokartów przypadł na późne lata sześćdziesiąte i początek lat siedemdziesiątych. Wiele marek, zwłaszcza Rupp, stało się kultowymi wśród entuzjastów i posiadaczy. Wczesne mini bike'i zazwyczaj posiadały mały dolnozaworowy silnik czterosuwowy z poziomym wałem korbowym. Za przeniesienie napędu zwykle odpowiadało sprzęgło odśrodkowe montowane na wałku oraz łańcuch sprzęgnięty z tylną osią. Comet wprowadził wariator podobnie jak skutery śnieżne zwany, który automatycznie dostosowywał przełożenie, zapewniając w rezultacie lepsze przyspieszenie i większą prędkość maksymalną.

## Rodzaje

### Pocket bike
Pockety – mini ścigacze, wyglądają jak motocykle sportowe i wykorzystywane są w wyścigach pocketów na torach gokartowych. Zazwyczaj ich wysokość sięga 50 cm, a długość dochodzi do 1 metra. Do napędu zwykle używane są dwusuwowe silniki o pojemności 30-50 cm³ o mocy maksymalnej rzędu 4,5-6 KM. Prędkość maksymalna mieści się w przedziale 30 do 64 km/h. Pockety produkowane są także z benzynowymi silnikami czterosuwowymi i w wersjach elektrycznych. Modele czterosuwowe zazwyczaj posiadają pojemność 110 cm³ i określane są mianem Super Pocket. Typowe modele pocketów to X7, X15, X18, X19 i X22. Popularność tego typu mini-motocykli wzrosła wraz z dostępnością tanich pocketów importowanych z Chin.

### Super pocket
Super pockety, zwane też midi bike, są podobne do pocketów, ale nieco większe. Wciąż są mniejsze niż szosowe motocykle, które naśladują wyglądem, lecz ich siedzenia są wyższe o stopę do dwóch niż w pocketach.
Pojemności silników dwusuwowych zaczynają się od 47 cm³ (prędkość około 48-64 km/h) do 110 cm³ w silnikach czterosuwowych (prędkość około 86-105 km/h). Większość Super pocket'ów jest produkcji chińskiej, i zazwyczaj wyposażone są w silniki Hondy lub kopie tych silników.

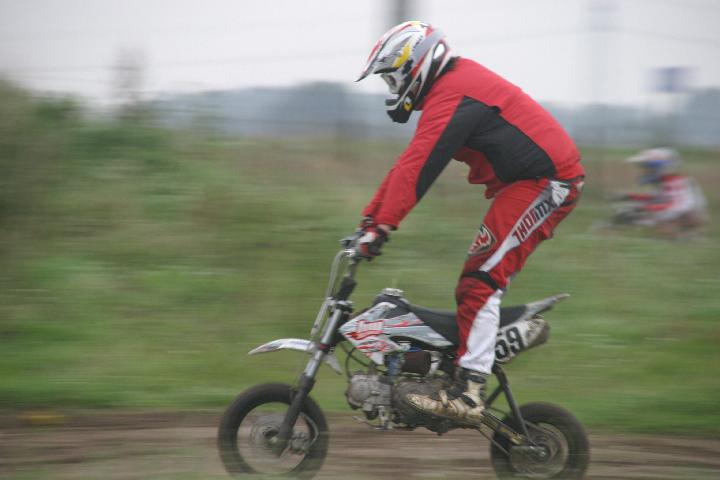
Pitbike

### Pitbike
Pitbike'i są zgodne z koncepcją małych skuterów używanych do szybkiego przemieszczania się po terenie torów wyścigowych. Nowoczesne wersje wyglądają jak motocykle crossowe i są także używane w zawodach motocrossowych.

### Mini chopper
Mini choppery są mini bike'ami, które wyglądają jak choppery, ale ich ogólny wygląd wciąż opiera się o pocket lub mini bike.

## Bezpieczeństwo
Mini bike'i nie są zabawkami, pomimo że często sprzedawane są jako takie. Nawet najtańsze modele o pojemności 38 cm³, rozwijają prędkość do 40 km/h, a pocket bike'i o większej pojemności silnika osiągają prędkość maksymalną nawet do 100 km/h. Modele benzynowe są zdecydowanie szybsze i wymagają większych umiejętności niż modele elektryczne, których typowa prędkość nie przekracza 40 km/h.